# ホワイトホール条約
ホワイトホール条約（ホワイトホールじょうやく、英語: Treaty of Whitehall）、またはアメリカ中立条約（アメリカちゅうりつじょうやく、英語: Treaty of American Neutrality）は、1686年11月にホワイトホールで締結された、フランス王ルイ14世とイングランド王ジェームズ2世の間の条約。条約は大陸ヨーロッパでの紛争がヌーベルフランスとニューイングランドの間の和平と中立を乱さないことを約した。「両国はヨーロッパにおいて戦争になるかもしれないが、両国のアメリカでの植民地は平和と中立であり続ける」。条約は両国がお互いの領土で漁業と貿易をおこなったり、敵対している原住民部族に援助したりすることを禁じた。
しかし、条約は1689年に初の北米植民地戦争であるウィリアム王戦争が勃発すると破られた。